# Velšské národní shromáždění

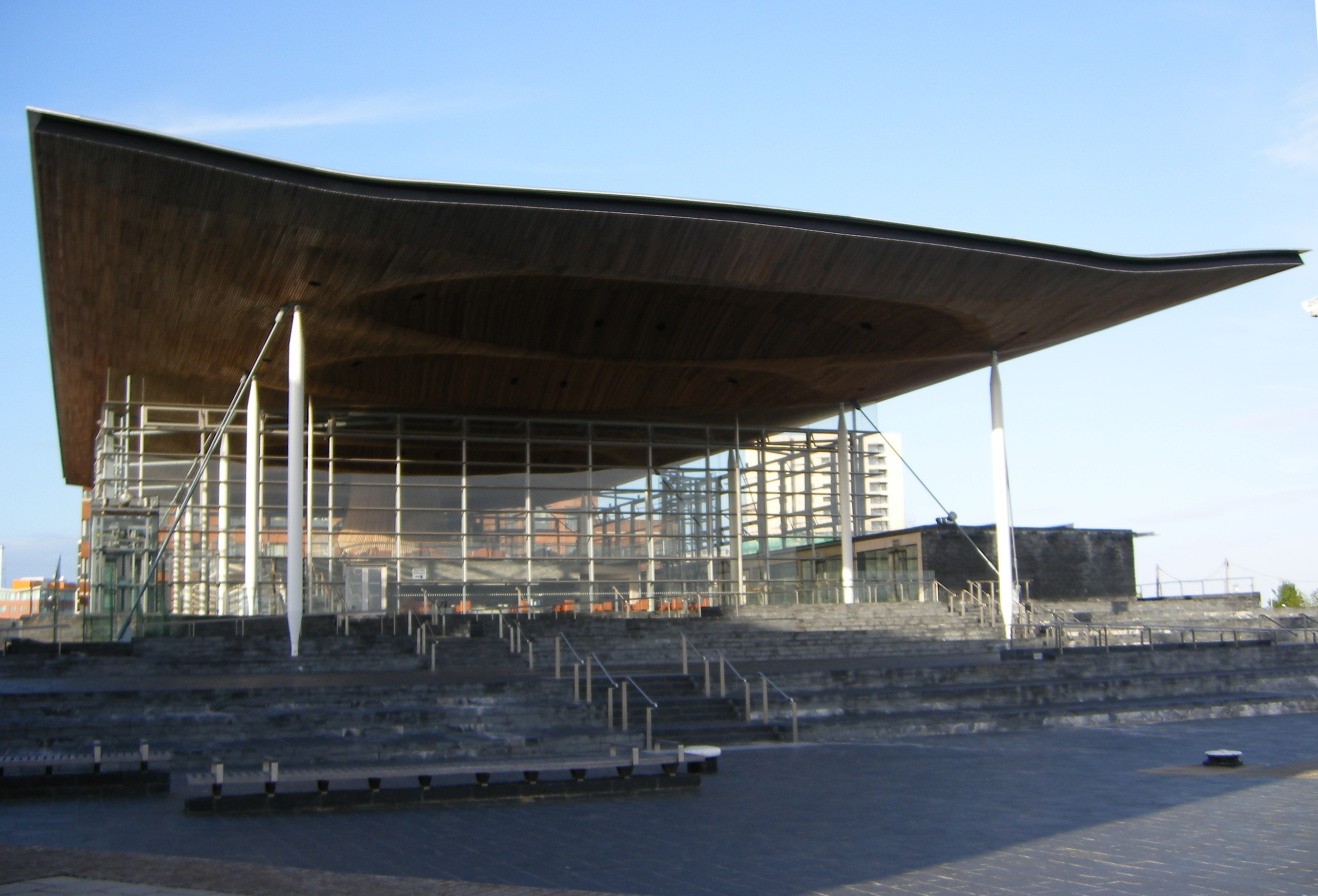
Nová budova Velšského národního shromáždění

Velšské národní shromáždění (velština: Senedd Cymru, angličtina: Welsh Parliament) je zastupitelstvo, kterému byly předány vymezené zákonodárné pravomoci pro Wales. Shromáždění tvoří 60 členů. Volby do tohoto orgánu se konají jednou za čtyři roky. Čtyřicet členů je voleno v rámci systému hrabství s ohledem na počet obyvatel a dvacet je voleno D'Hondtovou metodou v pěti volebních obvodech.
Shromáždění vzniklo na základě výsledků referenda z roku 1997 a následném přijetí příslušných zákonů. Na zastupitelstvo byla převedena větší část pravomocí ministerstva pro Wales. V době vzniku nemělo žádné zákonodárné pravomoci. To se změnilo až přijetím zákona z roku 2006, který umožnil shromáždění přijímat opatření, která ale může vetovat ministr pro Wales nebo parlament.

## Historie
Vytvoření ministerstva pro Wales roku 1964 položilo základy pro oblastní správu Walesu. Roku 1969 byla labouristickou vládou zřízena královská komise, která měla zjistit možnosti předání části vládních pravomocí na Skotsko a Wales. Její doporučení vyznělo pro vznik velšského zastupitelstva. Nicméně výsledkem referenda konaného roku 1979 bylo odmítnutí (v poměru 4:1) zřízení této instituce.
Po volbách roku 1997 vyjádřila nová labouristická vláda názor, že shromáždění by bylo demokratičtějším orgánem než existující ministerstvo. 18. září 1997 se konalo druhé referendum, které pouhou většinou 6 712 hlasů schválilo vytvoření národního shromáždění. Následující rok přijal britský parlament zákon, který ustanovoval tento orgán.
V červenci 2002 velšská vláda vytvořila komisi, která měla navrhnout revizi pravomocí a volebního systému velšských orgánů. V březnu 2004 komise navrhla, aby shromáždění získalo zákonodárnou moc v určitých oblastech, zatímco ostatní by měly zůstat v pravomoci britského parlamentu. Doporučila také změnit volební systém na proporcionální. Nicméně britská vláda v červnu 2005 většinu návrhů komise zamítla.
Zákon přijatý britským parlamentem v červenci 2005 předal velšskému shromáždění částečnou zákonodárnou moc a zastupitelstvo tak má možnost vydávat svá vlastní opatření, i když tato mohou být vetována ministrem pro Wales, Dolní sněmovnou nebo Sněmovnou lordů.
Zákon také upravil pravomoci shromáždění do parlamentního typu a zřídil velšskou vládu (Assembly Government), jako samostatný exekutivní orgán, který je zodpovědný Velšskému národnímu shromáždění. Upraven byl i volební zákon, který neumožňuje jednotlivci kandidovat do shromáždění. Tyto změny vešly v platnost po volbách do shromáždění v květnu 2007.

## Pravomoci
Národní shromáždění má 60 členů (assembly member). Výkonnou složkou shromáždění je velšská vláda. Exekutivní orgány sídlí převážně v Cardiffském Cathays Parku, zatímco shromáždění zasedá v nedávno postavené budově Senedd.
Po volbách roku 2007 získalo omezenou primární zákonodárnou moc. Shromáždění tak může vydávat opatření týkající se vymezených oblastí v rámci kompetencí, které byly na shromáždění převedeny. Nové kompetence a oblasti mohou být na shromáždění převedeny zákony vydanými britským parlamentem.
Shromáždění nemůže přijímat zákony týkající se daní, ale svým vlivem může nepřímo působit na nastavení výše daní, které stanovují podřízené samosprávné orgány. Takovými příklady jsou například poplatky za recept, školné na univerzitách a nájemné.
Toto omezení zákonodárné moci vychází mimo jiné i z toho, že Wales byl roku 1536 začleněn do Anglie (na rozdíl od Skotska a Irska, které její součástí nikdy nebyly) a byl zde uplatňován stejný systém zákonů jako v Anglii. Skotský parlament a Národní shromáždění Severního Irska mají rozsáhlejší oblast správy a vyšší pravomoci.

## Oblasti správy
Národní shromáždění má právo přijímat opatření v následujících oblastech, které byly stanoveny zákonem přijatým britským parlamentem roku 2006:
- zemědělství, rybářství, lesnictví a rozvoj venkova
- starověké památky a historické budovy
- kultura
- ekonomický rozvoj
- vzdělávání
- životní prostředí
- požární ochrana a záchranný systém
- potravinářský sektor
- zdravotnictví
- doprava
- bydlení
- místní samospráva
- státní správa
- sociální oblast
- sport a rekreace
- turistika
- rozvoj měst a vesnic
- ochrana před povodněmi
- velšský jazyk